# Parachironomus abortivus
Parachironomus abortivus är en tvåvingeart som först beskrevs av Malloch 1915.  Parachironomus abortivus ingår i släktet Parachironomus och familjen fjädermyggor. Inga underarter finns listade i Catalogue of Life.